# نورث باتلفورد
نورث باتلفورد (بالإنجليزية: North Battleford)‏ هي مدينة صغيرة في وسط غرب مقاطعة ساسكاتشوان في كندا. تقع المدينة على نهر نورث ساسكاتشوان على الضفة المقابلة لمدينة باتلفورد. بلغ عدد سكان المدينة عام 2006 بنحو 13,190 نسمة.

## المناخ
يظهر الجدول التالي التغييرات المناخية على مدار السنة لنورث باتلفورد:
| البيانات المناخية لـنورث باتلفورد | البيانات المناخية لـنورث باتلفورد | البيانات المناخية لـنورث باتلفورد | البيانات المناخية لـنورث باتلفورد | البيانات المناخية لـنورث باتلفورد | البيانات المناخية لـنورث باتلفورد | البيانات المناخية لـنورث باتلفورد | البيانات المناخية لـنورث باتلفورد | البيانات المناخية لـنورث باتلفورد | البيانات المناخية لـنورث باتلفورد | البيانات المناخية لـنورث باتلفورد | البيانات المناخية لـنورث باتلفورد | البيانات المناخية لـنورث باتلفورد | البيانات المناخية لـنورث باتلفورد |
| الشهر                             | يناير                             | فبراير                            | مارس                              | أبريل                             | مايو                              | يونيو                             | يوليو                             | أغسطس                             | سبتمبر                            | أكتوبر                            | نوفمبر                            | ديسمبر                            | المعدل السنوي                     |
| --------------------------------- | --------------------------------- | --------------------------------- | --------------------------------- | --------------------------------- | --------------------------------- | --------------------------------- | --------------------------------- | --------------------------------- | --------------------------------- | --------------------------------- | --------------------------------- | --------------------------------- | --------------------------------- |
| الدرجة القصوى °م (°ف)             | 11.1 (52.0)                       | 11.7 (53.1)                       | 22.8 (73.0)                       | 34.4 (93.9)                       | 38.3 (100.9)                      | 38.3 (100.9)                      | 39.5 (103.1)                      | 39.4 (102.9)                      | 35.6 (96.1)                       | 30.6 (87.1)                       | 20.6 (69.1)                       | 12.8 (55.0)                       | 39.5 (103.1)                      |
| متوسط درجة الحرارة الكبرى °م (°ف) | −10.6 (12.9)                      | −7.1 (19.2)                       | −0.6 (30.9)                       | 10.7 (51.3)                       | 18.0 (64.4)                       | 21.9 (71.4)                       | 24.2 (75.6)                       | 23.9 (75.0)                       | 17.7 (63.9)                       | 9.7 (49.5)                        | −1.8 (28.8)                       | −8.6 (16.5)                       | 8.1 (46.6)                        |
| المتوسط اليومي °م (°ف)            | −16.0 (3.2)                       | −12.6 (9.3)                       | −5.8 (21.6)                       | 4.3 (39.7)                        | 11.0 (51.8)                       | 15.5 (59.9)                       | 17.6 (63.7)                       | 16.9 (62.4)                       | 10.9 (51.6)                       | 3.6 (38.5)                        | −6.5 (20.3)                       | −13.8 (7.2)                       | 2.1 (35.8)                        |
| متوسط درجة الحرارة الصغرى °م (°ف) | −21.3 (−6.3)                      | −18.0 (−0.4)                      | −11.0 (12.2)                      | −2.2 (28.0)                       | 3.9 (39.0)                        | 9.0 (48.2)                        | 11.0 (51.8)                       | 9.9 (49.8)                        | 4.1 (39.4)                        | −2.5 (27.5)                       | −11.2 (11.8)                      | −19.0 (−2.2)                      | −3.9 (25.0)                       |
| أدنى درجة حرارة °م (°ف)           | −51.7 (−61.1)                     | −51.7 (−61.1)                     | −45.0 (−49.0)                     | −27.8 (−18.0)                     | −13.2 (8.2)                       | −4.4 (24.1)                       | 0.0 (32.0)                        | −1.8 (28.8)                       | −13.9 (7.0)                       | −27.2 (−17.0)                     | −40.0 (−40.0)                     | −47.2 (−53.0)                     | −51.7 (−61.1)                     |
| الهطول مم (إنش)                   | 15.6 (0.61)                       | 9.9 (0.39)                        | 13.5 (0.53)                       | 25.8 (1.02)                       | 32.8 (1.29)                       | 65.0 (2.56)                       | 74.1 (2.92)                       | 57.9 (2.28)                       | 34.1 (1.34)                       | 16.1 (0.63)                       | 15.8 (0.62)                       | 13.6 (0.54)                       | 374.2 (14.73)                     |
| معدل هطول الأمطار مم (إنش)        | 0.7 (0.03)                        | 0.4 (0.02)                        | 2.0 (0.08)                        | 17.2 (0.68)                       | 31.1 (1.22)                       | 65.0 (2.56)                       | 74.1 (2.92)                       | 57.9 (2.28)                       | 31.9 (1.26)                       | 9.0 (0.35)                        | 2.9 (0.11)                        | 0.4 (0.02)                        | 292.6 (11.52)                     |
| متوسط تساقط الثلوج سم (إنش)       | 20.2 (8.0)                        | 12.7 (5.0)                        | 14.8 (5.8)                        | 9.6 (3.8)                         | 2.4 (0.9)                         | 0.0 (0.0)                         | 0.0 (0.0)                         | 0.0 (0.0)                         | 2.3 (0.9)                         | 8.2 (3.2)                         | 16.6 (6.5)                        | 17.5 (6.9)                        | 104.3 (41.1)                      |
| المصدر: Environment Canada        |                                   |                                   |                                   |                                   |                                   |                                   |                                   |                                   |                                   |                                   |                                   |                                   |                                   |

## أعلام
- ديف كينغ
- أندرو ألبيرز
- رودي بيترز
- بوبي فرنسيس
- جيمس هايلمان
- أليستير ماكليود